# Пропарокситоническое ударение
Пропарокситони́ческое ударе́ние (от др.-греч. προπαροξύτονος: πρό — перед, παρά — возле, около и ὀξύτονος — окситон: ὀξύς — острый и τόνος — напряжение, ударение; англ. proparoxytonic stress, antepenultimate stress) — тип словесного ударения, падающего на третий слог от конца слова или акцентной группы (иначе — на антепенультиму). Слово с таким типом ударения называется пропароксито́ном, постановка такого ударения — пропарокситоне́зой.
Изначально термин «пропарокситон» использовался в описании фонологии древнегреческого языка. Его содержание сводилось к обозначению «острого», или акутового, ударения (восходящего тона) третьего от конца слога в слове.

## Распространение
Языки с фиксированным ударением пропарокситонического типа встречаются в мире сравнительно редко. По данным Всемирного атласа языковых структур, из 502 языков, которые были рассмотрены и отображены на карте атласа, лишь 12 языков имеют ударение на третий слог от конца слова. Данные языки отмечаются в разных языковых семьях, представляя при этом такие географически удалённые языковые ареалы, как, например, индоевропейский славянский ареал (македонский язык — маˈкедонски «македонский», наˈпишете «напиши́те») и южноамериканско-индейский араванский ареал (язык паумари — raˈbodiki «широкий», oniˈmanari «чайка»). Также, согласно данным Всемирного атласа языковых структур, пропарокситоническое ударение характерно:
- для двух европейских языков: индоевропейского греческого и картвельского грузинского;
- для двух азиатских языков: филиппинского языка тирурай[англ.] и западнопапуасского северохальмахерского языка саху;
- для некоторых океанийских и австралийских языков: меланезийских языков кала[англ.] (Папуа — Новая Гвинея), маэ[англ.] и паамесе[англ.] (Вануату); а также австралийского языка барнгарла[англ.];
- для двух индейских языков, североамериканского алгонкинского языка западный кри и южноамериканского изолированного языка каювава.

Как и в языках с другими типами фиксированного ударения, в каждом из языков с пропарокситоническим ударением встречаются исключения. Так, например, в македонском языке в иностранных заимствованиях возможно ударение как на третий слог от конца слова, так и на предпоследний и последний слоги, при этом, как правило, в разных словоформах ударение сохраняется на одной и той же морфеме (но не далее третьего слога): журнаˈлист «журналист», журнаˈлисти «журналисты», журнаˈлистите «(эти) журналисты» (определённая форма). Допускается ударение на предпоследнем слоге также, например, у наречий годиˈнава «в этом году» и леˈтово «летом» для отличия их от омонимов — имён существительных с членной формой: гоˈдинава «(вот этот) год», ˈлетово «(вот это) лето» (определённые формы, обозначающие близость объекта). Кроме этого, в разговорной речи присоединение к многосложному слову членной морфемы может не приводить к смещению ударения на третий слог: ˈработа «работа, дело», но ˈработата «(эта) работа, (это) дело» (определённая форма).

## Связанные термины
Для типов фиксированного ударения на другие слоги в лингвистике используются термины инициальное ударение (на первый слог в слове), парокситоническое ударение (на предпоследний слог в слове), окситоническое ударение (на последний слог в слове) и баритоническое ударение (на любой слог, кроме последнего).